# Вогулка (муниципальное образование Алапаевское)
Вогулка — деревня в Алапаевском районе Свердловской области России, входящая в муниципальное образование Алапаевское. Входит в состав Ялунинского территориального управления.

## География
Деревня расположена на правом берегу реки Реж, в 25 километрах на юго-восток от города Алапаевска.

## Население
| 2002 | 2010 |
| ---- | ---- |
| 244  | ↘186 |